# Evangelische Kirche Bohumín

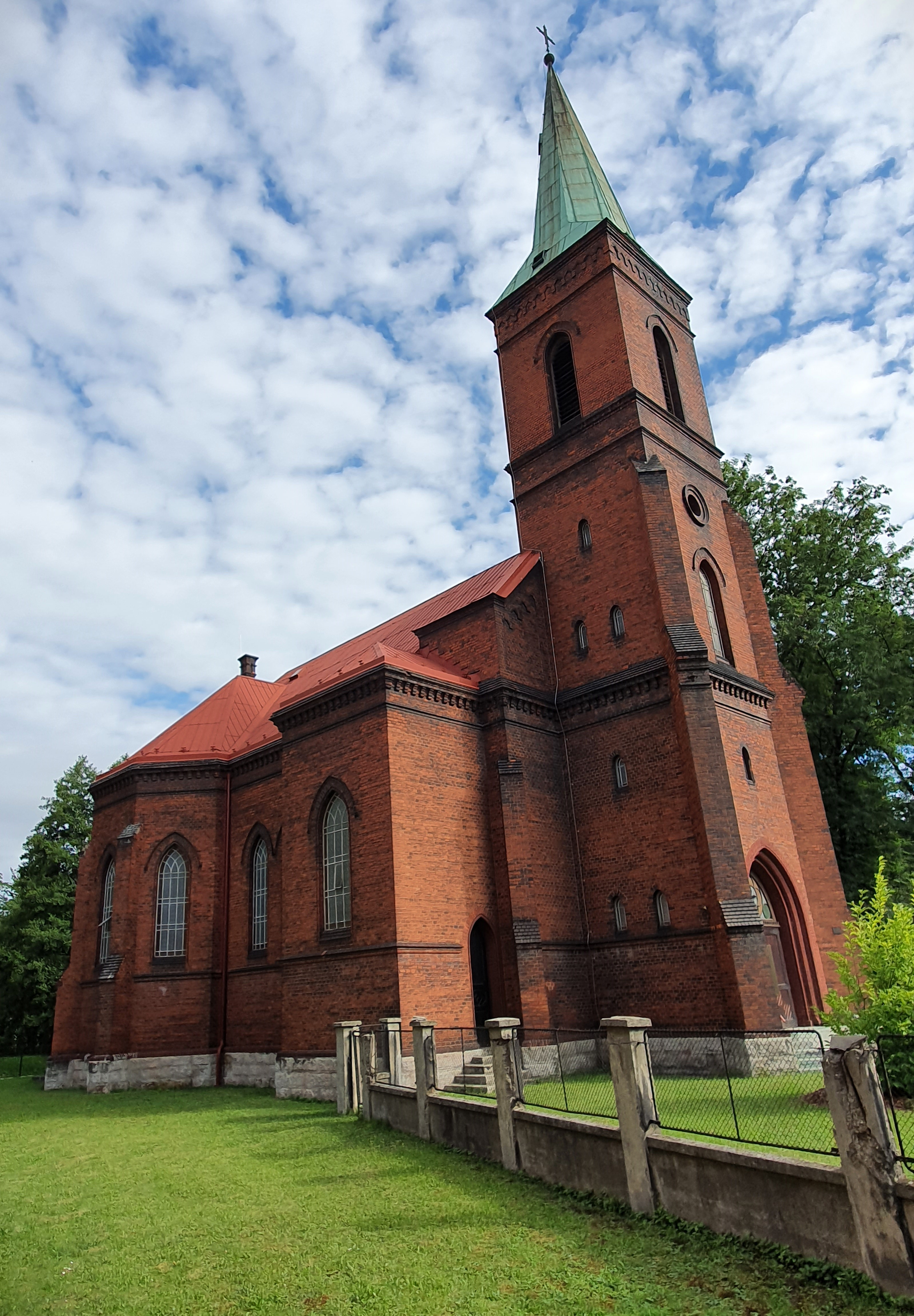
Evangelische Kirche Oderberg

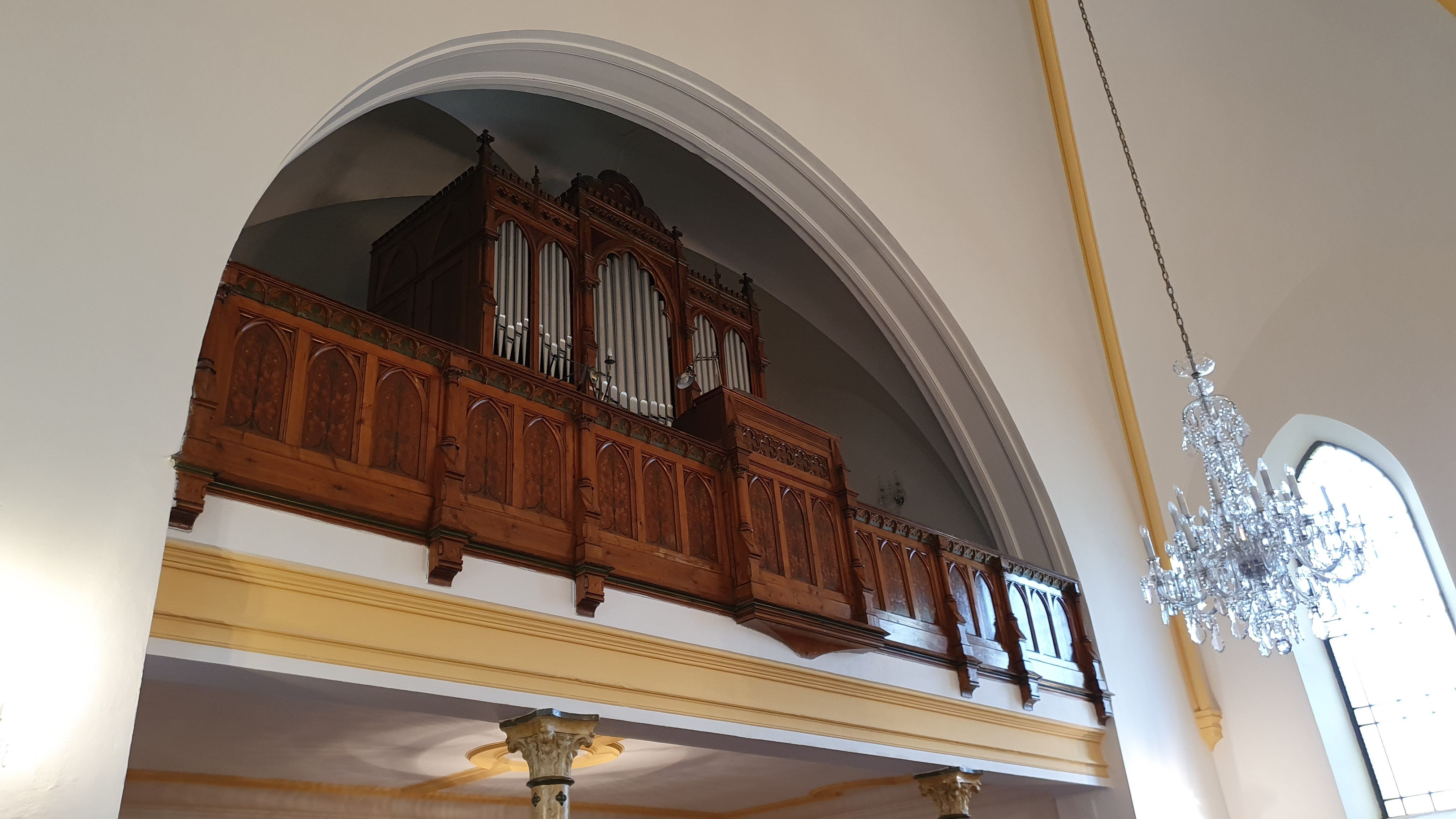
Orgel

Die Evangelische Kirche Bohumín ist die evangelisch-lutherische Kirche der Stadt Bohumín (deutsch: Oderberg) im Okres Karviná in Schlesien im Nordosten von Tschechien.
1888 wurde in Oderberg eine Predigtstation der Evangelischen Kirche Orlau gegründet; die Gottesdienste fanden zunächst im Gebäude der Deutschen Schule statt. Das Grundstück für den Bau einer eigenen evangelischen Kirche stellte der Gutsherr und Bergwerksbesitzer Graf Heinrich Larisch von Moennich zur Verfügung, die Grundsteinlegung erfolgte am 12. August 1900. Am 15. Oktober 1901 konnte der im Wesentlichen vom Gustav-Adolf-Verein finanzierte Kirchenbau eingeweiht werden, wobei Superintendent Theodor Haase von der Evangelischen Superintendentur A. B. Mähren und Schlesien die deutsche, und Pfarrer Georg Rusnok die polnische Predigt hielt. Der vom Architekten Julius Leisching aus Brünn entworfene und vom örtlichen Baumeister Josef Berger ausgeführte Kirchenbau stellt eine in einfachen neugotischen Formen in Backstein errichtete, im Innern kreuzrippengewölbte Saalkirche mit polygonaler Apsis und Anräumen dar.
1922 wurde die Kirche eine eigenständige evangelische Gemeinde innerhalb der Deutschen Evangelischen Kirche in Böhmen, Mähren und Schlesien (DEKiBMS) und nach deren Auflösung 1945 der Schlesischen Evangelischen Kirche A.B. übereignet.